# Sanctum
Sanctum je americko-australský 3D dobrodružný film z roku 2011 režiséra Alistera Griersona. Film je částečně založen na skutečné události, která se přihodila spoluautorovi filmu Andrewu Wightovi, který se svým týmem uvízl na dva týdny v jeskyni kvůli zhroucenému vchodu. Na výrobě se také podílel slavný oscarový režisér James Cameron (Titanic, Avatar).

## Děj
Do hlubokých jeskyní Esa’ala (jižní Pacifik) se tým zkušeného potápěče Frank McGuire včetně jeho 17letého syna vydává za cílem výzkumu. Blíží se ale bouře a hrozí nebezpečí zatopení, což se později stane a tým je uvězněn. Frank, společně s ostatními, je tedy odhodlán najít cestu z jeskyně ven, což se ukáže jako nelehké. Voda, svým silným proudem nebezpečná, se dostává všude, kam může. Některé voda zabije, jiné donutí bojovat o život. Začíná velký boj o přežití, dohadů a víry, že někdy ještě uvidí denní světlo.